# Saint-Symphorien-le-Château
Saint-Symphorien-le-Château era una comuna francesa situada en el departamento de Eure y Loir, de la región de Centro-Valle de Loira, que el 1 de enero de 2012 fue suprimida al fusionarse con la comuna de Bleury, formando la comuna de Bleury-Saint-Symphorien.

## Demografía
| Gráfica de evolución demográfica de Saint-Symphorien-le-Château entre 1800 y 2009 |
|                                                                                   |

Los datos demográficos contemplados en este gráfico de la comuna de Saint-Symphorien-le-Château  se han cogido de 1800 a 1999 de la página francesa EHESS/Cassini, y los demás datos de la página del INSEE.